# ニコラス・イオアヌ
ニコラス・ヨアヌ（ギリシア語: Νικόλας Ιωάννου, ラテン文字転写: Nicholas Ioannou, 1995年11月10日 - ）は、キプロス・リマソール出身の同国代表プロサッカー選手。UCサンプドリア所属。ポジションはDF（左サイドバック）。

## クラブ経歴
11歳でマンチェスター・ユナイテッドFCのアカデミーに入団。2014年まで所属したが、トップチーム昇格は叶わなかった。
ユナイテッド退団後、4月24日に母国のAPOELニコシアと契約を結んだ。7月30日、UEFAチャンピオンズリーグ予選3回戦のHJKヘルシンキ戦でデビューを果たした。2016–17シーズンにはキプロスサッカー協会より最優秀若手選手の表彰を受けた。
2020年9月25日、EFLチャンピオンシップのノッティンガム・フォレストFCに移籍。サブリ・ラムシ監督の信頼を掴みシーズン序盤に5試合連続でスタメンとなったが、10月28日のルートン・タウンFC戦で相手DFマーティン・クレイニーの脛へ足裏でタックルしたことで一発退場。3試合出場停止処分となり、新監督に就任したクリス・ヒュートンの下で出場機会を失った。
2021年1月より、ギリシャのアリス・テッサロニキにシーズン終了までの期限付き移籍となった。
2021年7月5日、セリエBのカルチョ・コモにシーズン終了までの期限付き移籍。2022年7月27日に完全移籍となった。

## 代表歴
年代別のキプロス代表歴があり、2014年にはUEFA U-19欧州選手権の予選に出場した。
2014年5月27日、日本戦に向けたフル代表に18歳で初招集された。2017年6月3日、ポルトガル代表とのフレンドリーマッチでフル代表デビュー。

## 人物
父のデメトリスも元サッカー選手でありキプロス代表のキャプテンを務めた。また、弟のミハリスもキプロス代表のチームメイトである。

### 得点
| #  | 開催日         | 開催地       | 対戦国       | 得点 | 結果 | 試合概要           |
| -- | -------------- | ------------ | ------------ | ---- | ---- | ------------------ |
| 1. | 2019年10月10日 | ヌルスルタン | カザフスタン | 2–1  | 2–1  | UEFA EURO 2020予選 |
| 2. | 2019年11月19日 | ブリュッセル | ベルギー     | 1–0  | 1–6  | UEFA EURO 2020予選 |

## タイトル

### クラブ
APOEL
- キプロス・ファーストディビジョン : 2014–15, 2015–16, 2016–17, 2017-18, 2018-19
- キプロス・カップ : 2014–15

個人
- キプロス年間最優秀若手選手 : 2016-17